# Municipio de Bourbon (condado de Boone)
El municipio de Bourbon (en inglés: Bourbon Township) es un municipio ubicado en el condado de Boone en el estado estadounidense de Misuri. En el año 2010 tenía una población de 2729 habitantes y una densidad poblacional de 12,92 personas por km².

## Geografía
El municipio de Bourbon se encuentra ubicado en las coordenadas 39°11′10″N 92°19′26″O / 39.18611, -92.32389. Según la Oficina del Censo de los Estados Unidos, el municipio tiene una superficie total de 211.29 km², de la cual 210.69 km² corresponden a tierra firme y (0.28%) 0.6 km² es agua.

## Demografía
Según el censo de 2010, había 2729 personas residiendo en el municipio de Bourbon. La densidad de población era de 12,92 hab./km². De los 2729 habitantes, el municipio de Bourbon estaba compuesto por el 95.64% blancos, el 1.25% eran afroamericanos, el 0.95% eran amerindios, el 0.37% eran asiáticos, el 0.15% eran isleños del Pacífico, el 0.29% eran de otras razas y el 1.36% pertenecían a dos o más razas. Del total de la población el 1.1% eran hispanos o latinos de cualquier raza.